# 吴克泰
吴克泰（1925年2月15日—2004年3月1日），原名詹世平，出生於日治台灣台北州羅東郡三星，中国政治人物，曾任中国共产党台北市工作委员会委员、台北学委会书记，社会活动家。1946年加入中国共产党。

## 生平

### 台灣日治時期
吳克泰1925年出生於日治台灣台北州羅東郡三星庄，升學考試重考兩次1939年終於考上台北二中，由於在台北二中就學期間看到日本人對台灣學生的欺壓與歧視，時值小林躋造總督推行台灣志願兵制度，並開始展開皇民化運動，吳克泰因為不願改名，遭到日本教師毒打，被辱罵「支那人滾回支那去」，因此心中萌發參加中國抗戰的念頭，透過學弟戴傳李得知蔣碧玉與鍾浩東赴中國參與對日抗戰與的蔣渭水領導抗日運動的故事，深受鼓舞，而二中發生思漢反日事件。
1941年中學四年級時以同等學力跳級考上台北高等學校文科(1946年改制為台灣省立師範學院)，1942年，吳克泰經常與來自中國的學生親近，當時汪精衛政府派遣的留學生宿舍成為他們的聚會地，在那裏吳克泰認識了帝國大學醫科生郭琇琮，以及當時就讀台北商校(日後併入台大成為台大法商學院)的雷燦南，未幾，雷燦南及郭琇琮等人即遭檢舉遭日人逮捕下獄，雷燦南遭刑求致死，1944年吳克泰面臨日本政府徵召服役的問題，即前往上海投靠蔣時欽。

### 戰後
在上海期間由於日本關卡甚多，無法找到接觸國軍部隊機會，因此在蔣時欽處閱讀了大量左翼文學作品，1945年，吳克泰在復旦大學就讀，當時復旦大學已開始有反內戰活動，在上海目睹國民黨官僚的腐敗現況後，逐漸左傾，1946年與蔣時欽及周文和加入中國共產黨，返回台灣，就讀台大醫學院而後轉文學院，與郭婉容與彭明敏為同學。就讀期間並在報社工作，1947年發生二二八，在台省黨工委書記蔡孝乾（化名“老陳”）領導下，吳克泰便與程浩夫妇、郭琇琮、杨建基、陈水木、陈炳基、叶纪东、廖瑞發、李中志等人組織群眾投入戰鬥，而當時張志忠在嘉義組織反抗活動，由於台灣變亂蜂起，政府調兵鎮壓，吳克泰皆參與其間，並於1947年四月間返回上海，加入台湾省五四青年代表团。1949年參加中國新民主主義青年團第一次全國代表大會。

### 中華人民共和國時期
中华人民共和国成立后，他曾历任中国国际广播电台日语组组长、亚洲部副主任、国内部副主任，達三十年之久，後擔任中国国际信托投资公司业务部副总经理、联络部主任、信息中心副主任。1983年后，他历任台盟总部常务理事、组织部长，台盟第四届中央委员会主席团委员，第五届中央委员会常务委员。他是第五至八届全国政协委员。由於，台灣政權轉移大量的找尋二二八的歷史真相，吳克泰多方受邀訪談，提供許多線索，2002年並撰寫回憶錄。2004年3月1日，他在北京逝世，享年79岁。

## 逸事
吴克泰自稱是前中华民国总统李登辉早年加入中国共产党的介绍人，李登輝於2013年首度證實曾被吸收入共產黨的歷史事實，李登輝表示當年自己參與成立的組織「新民主同志會」被共產黨吸收，是不能否認的事實；只是他也確實在得知共產黨意圖後，主動要求退出。

## 著作
- 《吳克泰回憶錄》（台北：人間出版社，2002）